# Leszek Cais
Leszek Cais (ur. 2 maja 1937 w Przemyślu, zm. 1 stycznia 1996 w Poznaniu) – polski entomolog.

## Życiorys
Studiował na Uniwersytecie im. Adama Mickiewicza w Poznaniu, w 1960 uzyskał stopień magistra, a w 1970 obronił doktorat.
Zajmował się entomologią parazytologiczną, a szczególnie systematyką, taksonomią i faunistyką Anoplura oraz Diptera (Calliphoridae). Opisał trzy nowe gatunki wszy (Anoplura), jego dorobek stanowi kilkanaście prac naukowych, w tym sześć dotyczy owadów pasożytniczych.